# Heinrich Wildemann
Heinrich Wildemann (* 14. Februar 1904 in Lodz; † 8. Mai 1964 in Stuttgart) war ein deutscher Maler.

## Leben
Heinrich Wildemann war das einzige Kind von Robert und Theophila Wildemann und wurde in Lodz geboren. Der Vater war der Sohn des wohlhabenden Landwirtes Karl Wildemann, von Beruf Hutmacher und als Angehöriger einer deutschen Minderheit als sogenannter  Wolhynien-Deutscher zwischen 1898 und 1900 nach Lodz gekommen. Bereits 1909 starb Robert, sodass Heinrich von da an Halbwaise war, und die Mutter alleine für ihn als Fabrikarbeiterin sorgen musste. 1915 verließen Mutter und Sohn infolge der Ereignisse des Ersten Weltkrieges Lodz und kamen nach Deutschland. Dort verdingten sie sich als Taglöhner auf ostpreußischen Bauernhöfen. 1917 kamen sie schlussendlich erstmals nach Schwaben, wo Wildemann zum ersten Mal behördlich erfasst wurde. 1918 ließen sie sich in Tuttlingen nieder, wo die Mutter in der Schuhfabrik der Gebrüder Dihlmann Arbeit fand. Dort konnte Heinrich endlich wieder die Schule besuchen, wobei er sich anfänglich schwer tat, da er Deutsch in Polen nur während der Bibelstunde gesprochen hatte.
1920 begann er eine Modellschreinerlehre in der hohenzollerschen Maschinenfabrik Immendingen. Während dieser Zeit besuchte er auch die Gewerbeschule in Tuttlingen. 1923 begann er dann noch eine Marqueteurlehre bei Otto Bromm in Cannstatt, um eine künstlerischere Tätigkeit auszuüben. Diese musste er jedoch aufgrund der schlechten wirtschaftlichen Situation vorzeitig beenden.
Auf Anraten von Christian Landenberger, der zufällig Zeichnungen Wildemanns gesehen hatte, bewarb sich Wildemann an der Stuttgarter Akademie.
Von 1924 bis 1927 studierte Wildemann an der Kunstakademie in Stuttgart bei Robert Breyer und Arnold Waldschmidt. Im Jahr 1924 wurde Wildemann zum Staatenlosen erklärt, da 1918 bei den deutschen Behörden alle seine Papiere verloren gegangen waren, was ihn später in große Bedrängnis bringen sollte. Da er ohne Staatsangehörigkeit war, wurde er als deutschstämmiger Flüchtling eingestuft. Die deutsche Staatsbürgerschaft sollte er erst 1956 erhalten.
Zum Wintersemester 1927 wechselte Wildemann nach Berlin an die Vereinigten Kunsthochschulen Berlin-Charlottenburg zu Paul Plontke. Bei Plontke war er bis 1934 Meisterschüler und arbeitete auch bei Robert Michel in der graphischen Werkstätte.
1937 wurden in der Aktion „Entartete Kunst“ fünf Grafiken Wildemanns aus der Deutschen Graphikschau in Görlitz beschlagnahmt, und von 1939 bis 1945 war er mit einem Ausstellungsverbot belegt. Während des Zweiten Weltkrieges wurde sein Atelier zerstört, wobei ein Großteil seiner Werke zerstört wurde. Wildemann war eng mit Ida Kerkovius, Max Slevogt, Karl Schmidt-Rottluff, Willi Baumeister und Christoff Schellenberger befreundet.
Zum Sommersemester 1955 wurde er als Nachfolger von Willi Baumeister, an die Staatliche Akademie der Bildenden Künste Stuttgart berufen, wobei er sich dabei gegen Größen wie Fritz Winter oder Gerhard Fietz durchsetzen konnte.
Am 8. Mai 1964 verstarb er überraschend in Stuttgart.
Aus der „Schule Wildemann“ sind bekannte Künstler wie Klaus Kinter, Steffen Huth, Manfred Kröplin, Eckard Hauser, Peter Kuckei und Horst Kuhnert hervorgegangen.

## Postume Ausstellungen (Auswahl)
2021: Berlin, Salongalerie „Die Möwe“ (FarbFormFantasien; mit Erich Franke, Erwin Hahs, Gerhart Hein und Curt Lahs).